# إدوارد مكورت
إدوارد مكورت (بالإنجليزية: Edward McCourt)‏ (10 أكتوبر 1907 في جمهورية أيرلندا - 6 يناير 1972)؛ روائي كندي.

## الجوائز
- منحة رودس